# Dyle
Fransk: Dyle (flamsk: Dijle) er en flod i det centrale Belgien, som har udmunding på Rupel flodens venstre bred. Den er 86 km lang. Den gennemløber de begiske provinser Brabant Wallon, Vlaams-Brabant og Antwerpen. Dens udspring er i Houtain-le-Val i nærheden af Nivelles.
De vigtigste byer langs Dyle er (fra udspringet) Ottignies, Wavre, Leuven og Mechelen. Den sidste kaldes ofte 'Dijlestad'. De væsentligste bifloder til Dyle er floderne Demer (i Werchter, Rotselaar kommune), og Zenne ved Zennegat, den yderste udkant af Mechelen, hvor der også er forbindelse til Leuven-Mechelen kananlen. Nogle få hundrede meter nede ad floden ved Rumst danner Dyle og Nete floden Rupel, som 12 km længere nede flyder ud i Schelde, som havnebyen Antwerpen ligger ved. Dyle var tidligere sejlbar for små skibe fra Werchter, men i dag er kommerciel- og lystsejlads begrænset til Mechelen idet de øvre sluser ved Mechelen er lukket for skibsfart. 

## Bifloder
- Dyle
  - Zenne (Mechelen)
    - Maalbeek (Grimbergen)
    - Woluwe (Vilvoorde)
    - Maalbeek (Schaarbeek)
    - Molenbeek (Brussels-Laken)
    - Neerpedebeek (Anderlecht-Neerpede)
    - Zuun (Sint-Pieters-Leeuw-Zuun)
    - Geleytsbeek (Drogenbos)
    - Linkebeek (Drogenbos)
    - Molenbeek (Lot)
    - Senette (Tubize)
      - Hain (Tubize)
      - Samme (Braine-le-Comte-Ronquières)
        - Thines (Nivelles)

  - canal Leuven-Mechelen (Mechelen)
  - Vrouwvliet (Mechelen)
  - Demer (Rotselaar)
    - Velp (Halen)
    - Gete (Halen)
      - Large Gete (Zoutleeuw)
      - Small Gete (Zoutleeuw)

    - Herk (Herk-de-Stad)

  - Voer (Leuven)
  - IJse (Huldenberg-Neerijse)
  - Nethen (Graven-Nethen)
  - Laan (Huldenberg-Terlanen-Sint-Agatha-Rode)
    - Zilverbeek (Rixensart-Genval)

  - Thyle (Ottignies-Louvain-la-Neuve)